# ARN polimerasa
Les ARN polimerases, RNA polimerases o RNA pol són un conjunt de proteïnes amb caràcter enzimàtic capaces de polimeritzar els ribonucleòtids per a sintetitzar ARN. Hi ha polimerases d'ARN que requereixen ADN monocatenari com a motlle; és el cas de l'ARN polimerasa que controla la síntesi de l'ARN missatger durant la transcripció de l'ADN. No obstant, existeixen altres RNA pol capaces de sintetitzar ARN a partir de motllos d'ARN, per exemple en alguns virus d'ARN i fins i tot algunes polimerases d'ARN no requereixen cap motllo, com ara les RNA pol que afegeixen la cua de poli A a l'ARn producte de la transcripció.

## Funcions
L'ARN polimerasa, amb una mida d'uns 100Å, és l'enzim soluble conegut de major diàmetre i és visible en microscòpia electrònica, on s'observa unida a l'ADN. L'ARN polimerasa catalitza l'elongació d'una cadena d'ARN, mitjançant la unió successiva de ribonucleòtids trifosfat, adenosina trifosfat (ATP), uracil trifosfat (UTP), guanina trifosfat (GTP) i citosina trifosfat (CTP), amb el consegüent alliberament del grup fosfat en cada addició.
A més de la polimerizació dels ribonucleòtids trifosfat, l'ARN polimerasa té altres funcions com: 
- Reconèixer i unir-se a localitzacions específiques o promotors de la molècula d'ARN.
- Desenrotllar parcialment la molècula motlle de DNA, gràcies a la seva activitat helicasa.
- Sintetitzar un RNA encebador per a l'elongació posterior.
- Terminació de la cadena.

L'RNA polimerasa catalitza consecutivament l'elongació de la cadena d'RNA, al mateix temps que enrotlla i desenrotlla la doble hèlix d'ADN i finalitza la transcripció després de traduir el gen.

## Estructura
Aquesta complexitat de funcions es manifesta en la seva estructura quaternària que, igual que l'ADN polimerasa, està formada per diverses subunitats que formen l'holoenzim, que juntament amb proteïnes accessòries, constitueixen la màquina proteïca o complex de transcripció que duu a terme la síntesi de l'RNA.
Algunes subunitats aïllades de l'RNA polimerasa són catalíticament funcionals, mentre que altres només són detectables quan el complex de transcripció es troba totalment ensamblat.
Els complexos de transcripció de diferents organismes presenten una composició variable, però essencialment tots catalitzen el mateix tipus de reaccions. A causa d'aquesta coincidència, en l'estudi del procés de transcripció es pren com a model la reacció catalitzada pel complex de transcripció del bacteri Escherichia coli, que encara que es diferencia en l'ensamblatge que té lloc en la cèl·lula eucariota, actua de manera anàloga.
L'RNA polimerasa va ser descoberta el 1960, al mateix temps que l'RNA missatger, pels investigadors Samuel Weiss i Jerard Hurwits de laboratoris diferents.

## ARN polimerasa procariota
En la cèl·lula procariota, el mateix enzim catalitza la síntesi de tots els tipus d'ARN: mRNA, rRNA i rRNA.
L'ARN polimerasa procariota està formada per cinc subunitats d'aproximadament 410 kilodaltons α2ββ'ω, amb dues unitats α idèntiques, que s'uneix al DNA de forma inespecífica per a catalitzar la síntesi d'ARN. Per augmentar l'especificitat d'unió a regions promotores, l'holoenzim requereix un factor σ amb el qual es redueix enormement l'afinitat per regions inespecífiques de l'ADN. Així es forma l'enzim de cinc subunitats α2ββ'σω (480 kDa). L'estructura de l'ARN polimerasa presenta una fenedura de 55 Å de longitud i una amplària 25 Å. Aquesta fenedura permet el pas de la doble hèlix de DNA, amb una mida de 20 Å. Els 55 Å de longitud permeten acceptar una seqüència d'ADN de 16 nucleòtids.
Totes les unitats que formen l'enzim funcionen conjuntament per a portar a terme les reaccions de transcripció. La subunitat β' participa en la unió de l'ADN, la subunitat β conté part del centre actiu i la subunitat σ està implicada principalment en la iniciació de la transcripció, dissociant-se de la resta de l'enzim una vegada iniciada la transcripció.
Les ARN polimerases dels organismes procariontes funcionen de forma anàloga, tot i que la seqüència d'alguna de les seves subunitats pot diferir.

## ARN polimerasa eucariota
Les cèl·lules eucariotes tenen diferents tipus d'ARN polimerases amb diferències estructurals i funcionals concretes.
- ARN polimerasa I: síntesi, reparació, revisió i correcció i eliminació dels cebadors (primers). Sintetitza precursors d'RNA ribosòmic.
- ARN polimerasa II: reparació, síntesi de precursors d'RNA missatger. Aquesta polimerasa és la isoforma més estudiada i se sap que requereix factors de transcripció perquè s'uneixi a un promotor gènic. La seva estructura tridimensional ha estat dilucidada per Roger Kornberg.[2][3] de la Universitat Stanford, que va rebre el Premi Nobel de Química l'any 2006 pels seus treballs. Es dona la circumstància que aquest investigador és fill d'un altre Premi Nobel, Arthur Kornberg, que va rebre el guardó el 1959 pel descobriment d'un enzim anàleg, la DNA polimerasa.[4]
- RNA polimerasa III: enzim principal de polimerización. Sintetitza RNA de transferència, l'RNA ribosòmic 5S i altres RNA petits localitzats al nucli cel·lular (snRNA, de l'anglès small nuclear RNA) i al citoplasma